# Grote Prijs Beerens
Il Grote Prijs Beerens è una corsa in linea femminile di ciclismo su strada che si si svolge ad Aartselaar, in Belgio. Creata nel 2021, è stata subito inserita nel Calendario internazionale femminile UCI come gara di classe 1.2 e dal 2022 in poi come gara di classe 1.1.

## Albo d'oro
Aggiornato all'edizione 2023.
| Anno | Vincitrice              | Seconda                 | Terza             |
| ---- | ----------------------- | ----------------------- | ----------------- |
| 2021 | Thalita de Jong         | Christina Schweinberger | Claire Faber      |
| 2022 | Marjolein van 't Geloof | Jesse Vandenbulcke      | Marith Vanhove    |
| 2023 | Chiara Consonni         | Martina Fidanza         | Sofie van Rooijen |